# Amaryllis
Pour les articles homonymes, voir Amaryllis (homonymie).
Genre
Amaryllis est un genre de plantes à bulbes de la famille des Amaryllidaceae. Ce sont pour les botanistes les « amaryllis vraies ». En revanche, les fleurs ou bulbes commercialisés sous le nom d'« amaryllis » sont le plus souvent des cultivars d'un genre distinct, Hippeastrum. De plus, Amaryllis est un genre dont la classification est encore débattue par les botanistes et tend à se réduire à un petit nombre d'espèces, voire une seule : l'Amaryllis belladonne (Amaryllis belladonna).

## Description

Amaryllis belladonna
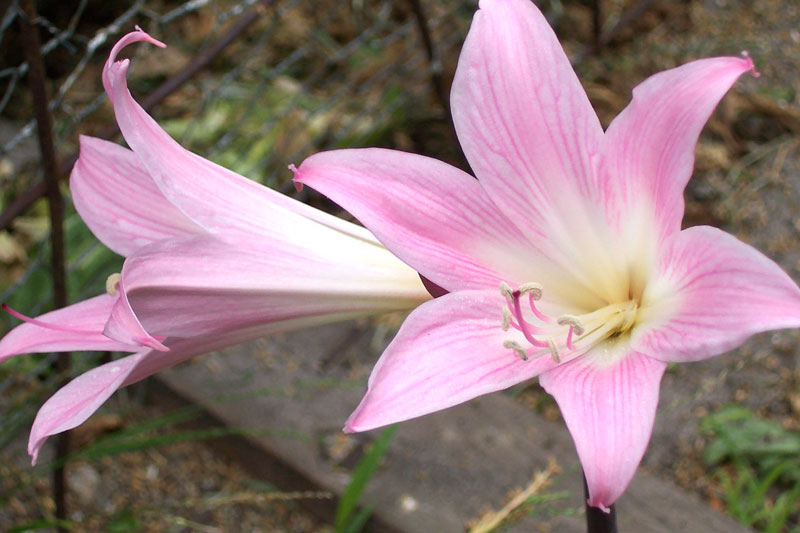
Fleurs d'Amaryllis belladonna, très symétriques
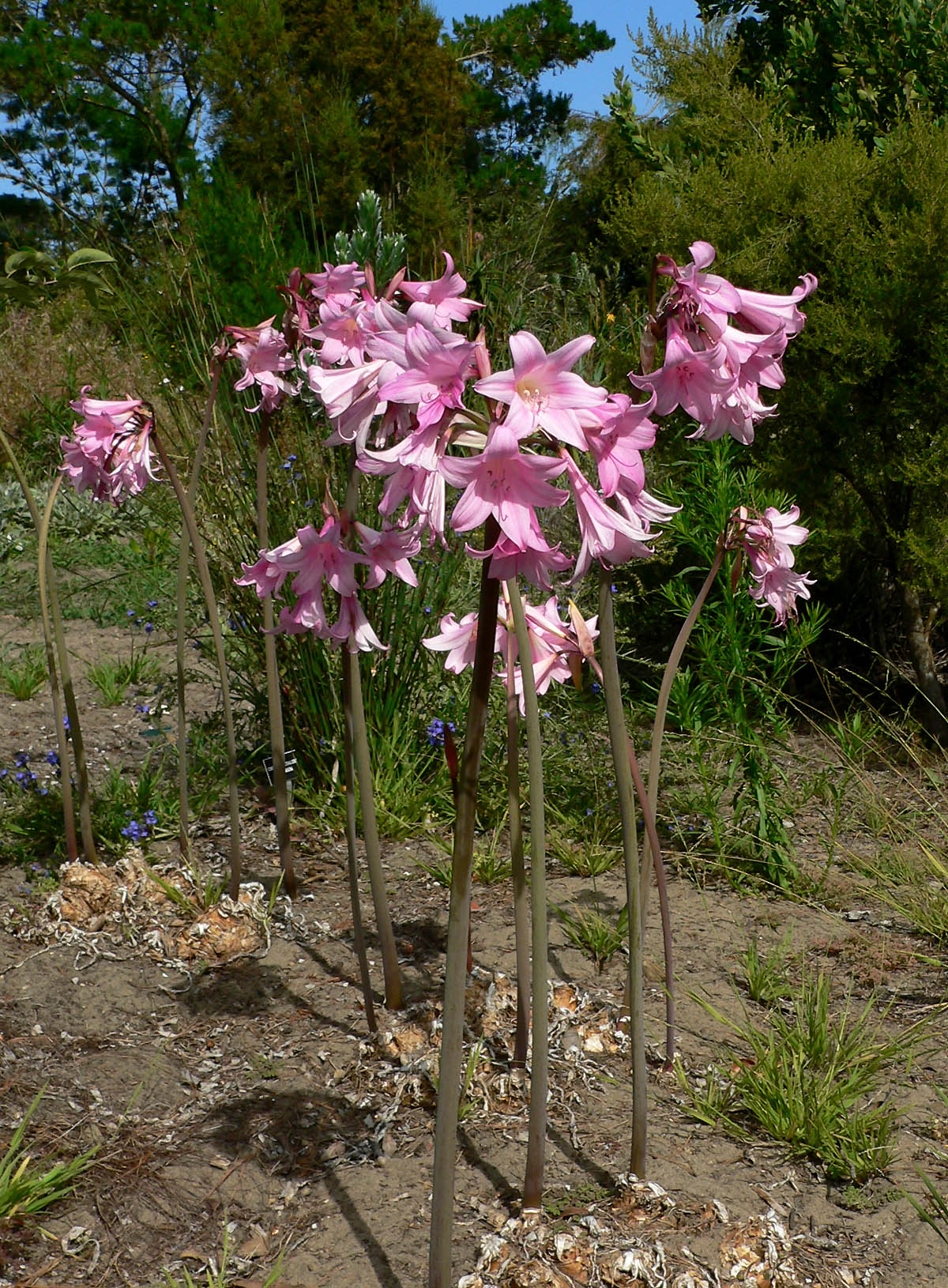
Amaryllis belladonna, floraison avant le feuillage

### Confusions
Amaryllis belladonna, qui produit une floraison rose à l'automne, peut être facilement confondue avec Lycoris squamigera dans leurs aires de répartition commune. Elle se distingue principalement par la disposition très régulièrement espacée des tépales formant le périanthe de sa fleur, tandis que ceux de Lycoris squamigera sont plus espacés et irrégulièrement disposés.
Comme les Lycoris, les amaryllis vraies fleurissent sur une haute tige nue, ce qui les distingue aisément des Hippeastrum dont le feuillage pousse en même temps que la hampe florale.

Ne pas confondre avec :
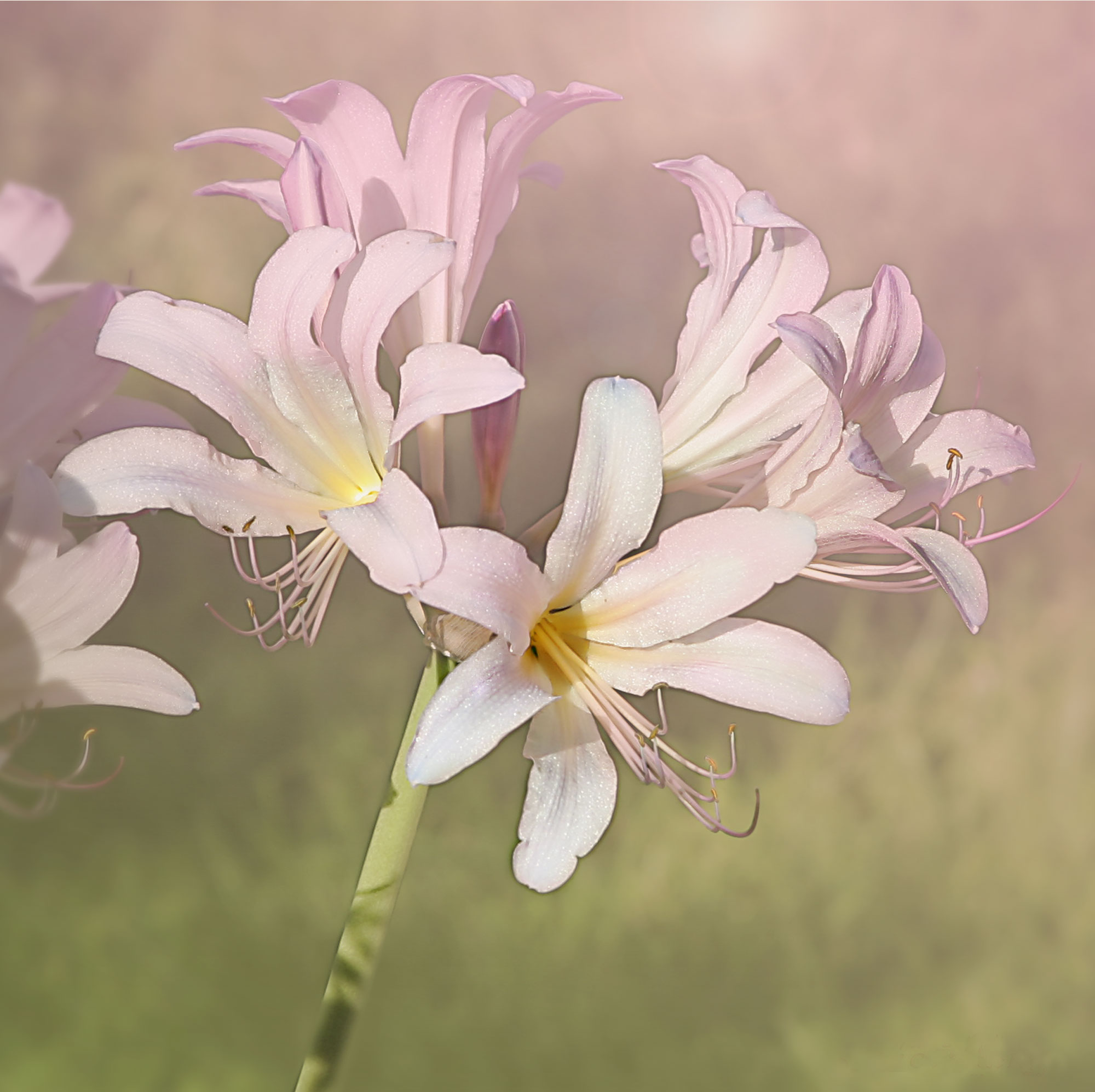
Fleurs de Lycoris squamigera, plus irrégulières que A. belladonna.
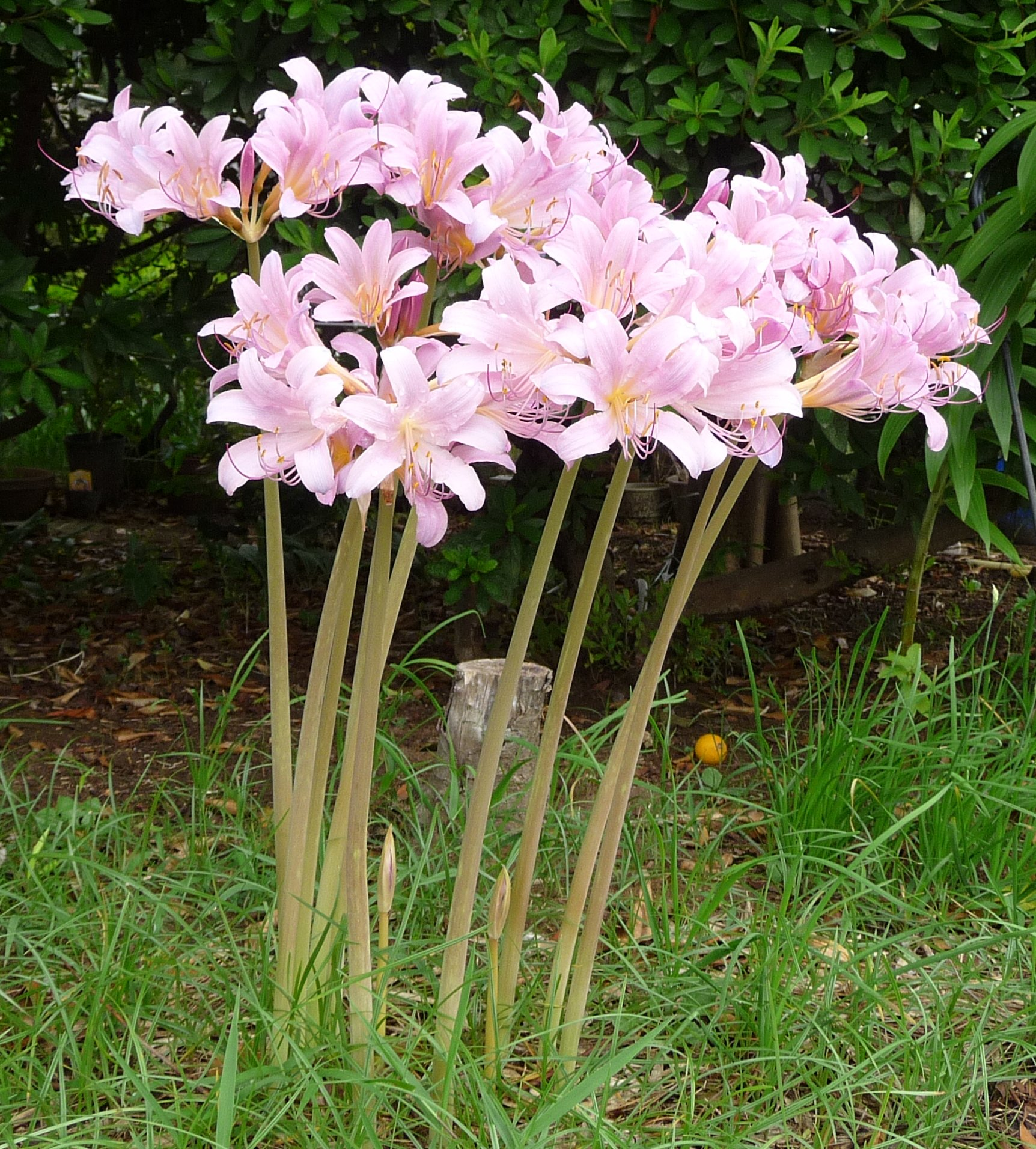
Lycoris squamigera, floraison avant le feuillage.
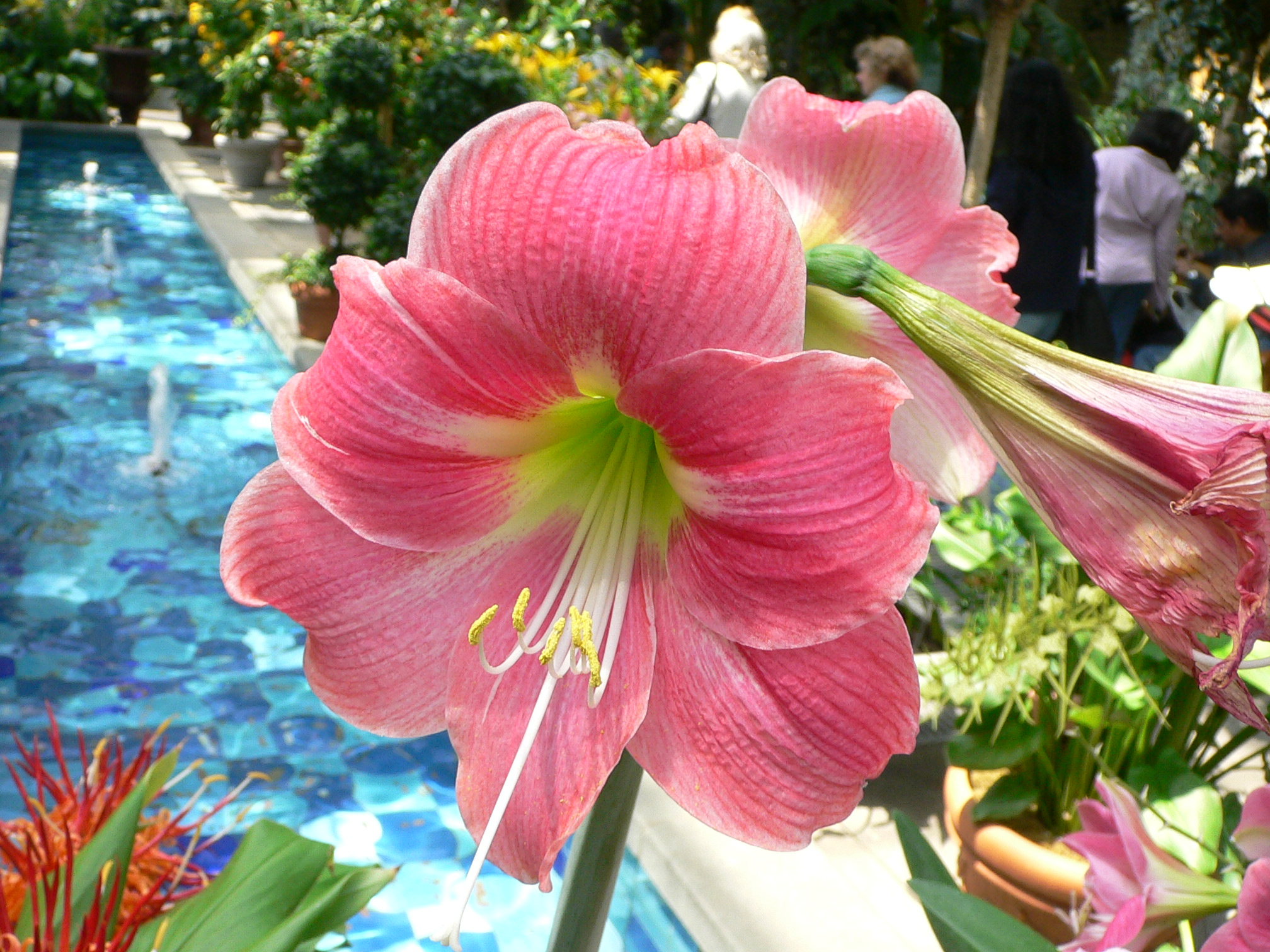
Fleurs d'un cultivar d'Hippeastrum, plus grosses.
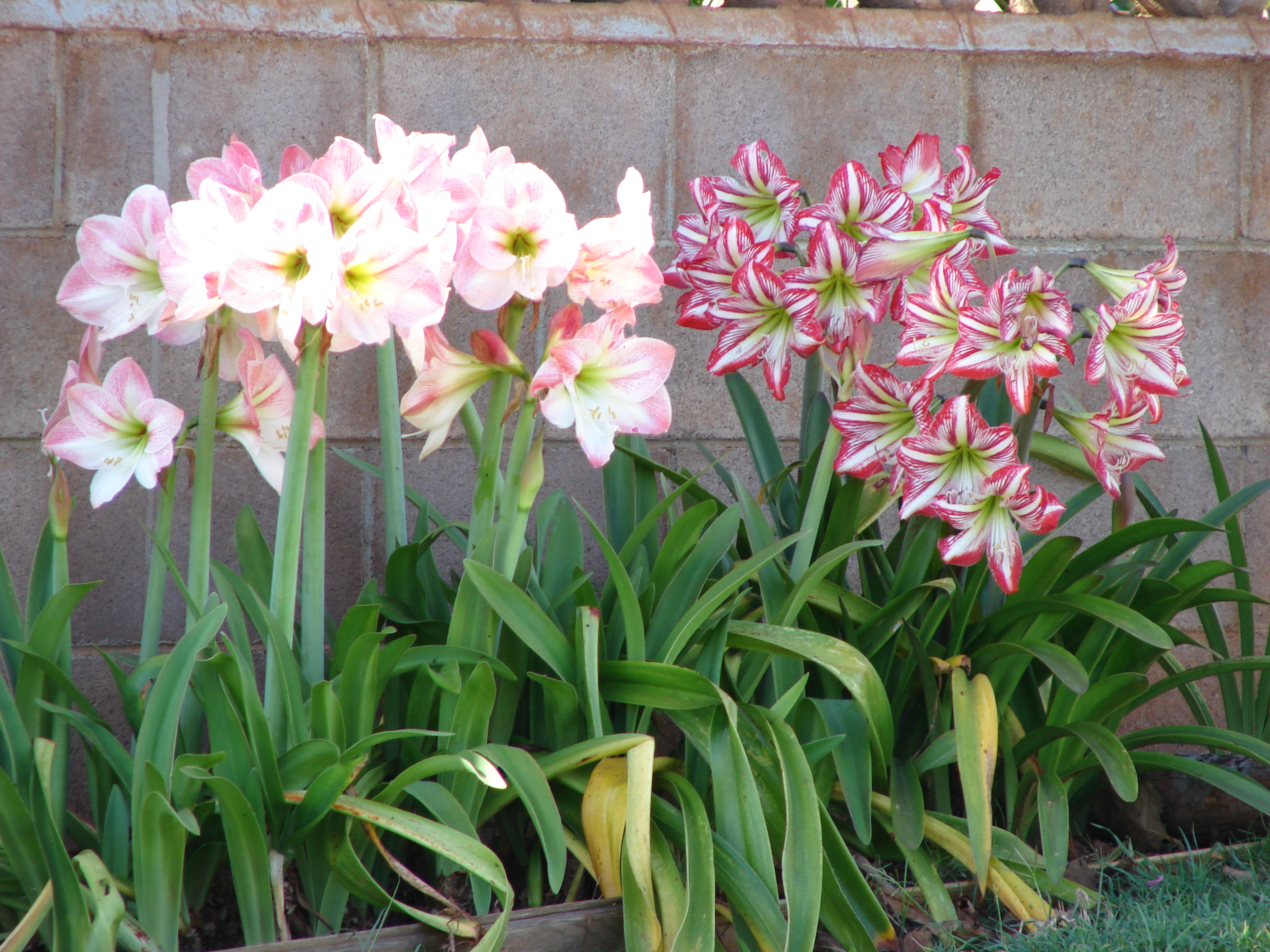
La floraison et le feuillage d'Hippeastrum sont simultanés.

## Classification
Ce genre a été décrit pour la première fois en 1753 par le naturaliste suédois Carl von Linné (1707-1778). Il a choisi le nom de la bergère Amaryllis (du grec "amarusso", qui signifie : "Je pétille"), chantée par Virgile dans ses "Bucoliques", bien que ce nom ait déjà été attribué à une plante sud-africaine (amaryllis belladonna).
En classification classique de Cronquist (1981), il appartient à la famille des Liliaceae.
La classification phylogénétique APG II (2003) le place dans la famille des Alliaceae (ou optionnellement dans celle des  Amaryllidaceae).
Par la suite l'Angiosperm Phylogeny Website le place dans Amaryllidaceae de  même que la classification phylogénétique APG III (2009).

### Liste des espèces
Selon GRIN (25 octobre 2015) et ITIS (25 octobre 2015) :
- Amaryllis belladonna L.

Selon World Checklist of Selected Plant Families (WCSP) (25 octobre 2015) et Catalogue of Life (25 octobre 2015) :
- Amaryllis belladonna L. (1753)
- Amaryllis paradisicola Snijman (1998)

Selon The Plant List (25 octobre 2015) :
- Amaryllis bagnoldii (Herb.) Traub & Uphof
- Amaryllis belladonna L.
- Amaryllis condemaita Vargas
- Amaryllis paradisicola Snijman